# Syncerus acoelotus
Syncerus acoelotus es una especie extinta de bóvido estrechamente relacionada con el búfalo del Cabo. Vivió durante el Plioceno tardío y el Pleistoceno temprano. 
Los fósiles de esta especie se encontraron por primera vez en el desfiladero de Olduvai en 1962 y se describió en 1978. S. acoelotus era más grande que su pariente vivo, y probablemente era un ancestro de él.